# Metropolia di Stavropol'

Localizzazione del territorio di Stavropol'.

La metropolia di Stavropol' (in russo Ставропольская митрополия?) è una delle province ecclesiastiche che costituiscono la Chiesa ortodossa russa.
Istituita dal Santo Sinodo il 7 giugno 2012, comprende il territorio di Stavropol' nel circondario federale del Caucaso Settentrionale.
È costituita da 2 eparchie:
- Eparchia di Stavropol'
- Eparchia di Georgievsk

Appartengono alla metropolia anche quei decanati dell'eparchia di Pjatigorsk inclusi nel territorio di Stavropol'.
Sede della metropolia è la città di Stavropol', il cui eparca ha il titolo di "Metropolita di Stavropol' e Nevinnomyssk".